# Neufchef
Neufchef (Néngsen in lussemburghese, Neunhäuser in tedesco) è un comune francese di 2 577 abitanti situato nel dipartimento della Mosella nella regione del Grand Est.

## Società

### Evoluzione demografica
Abitanti censiti